# Fabián Rodríguez
Fabián Rodríguez (Ciudad de Guatemala, 1862 - Ib., 1929) fue un compositor y director de bandas guatemalteco. 

## Biografía
Fabián Rodríguez tuvo la oportunidad de estudiar composición y dirección de bandas con el maestro alemán Emilio Dressner a partir de 1875, siendo sus compañeros de estudio Rafael Álvarez Ovalle y Germán Alcántara. En el período 1897-1912 dirigió a la Banda Marcial de Guatemala, llevó a un apogeo. Aun con el prestigio que ello le proporcionó, buscó perfeccionarse en la composición, estudiando orquestación con Luis Felipe Arias. Su coetáneo, el musicólogo y pianista Rafael Vásquez, lo reconoció como uno de los talentos musicales más vigorosos entre los músicos guatemaltecos de su tiempo.
Como compositor que además era director de la máxima banda de su país, es natural que se haya enfocado en la composición de marchas y otras piezas patrióticas.

## Obras

### Marchas
- Minerva (premiada en 1904)
- El regreso
- Mi patria
- Libertad (marcha triunfal)
- Marcha Fúnebre  (1892) (Sigue en el Pentagrama Fúnebre de cada viernes santo en Iglesia de Santo Domingo)

### Pasodobles
- Estado Mayor
- General Larrave
- Batallón Guardia de Honor
- Escuela práctica
- Juventud liberal
- Herr Kaiser (1911)
- El Mundo

### Obras para orquesta
- El retorno a la patria
- Fantasía sobre temas de 'Aída' (premiada en 1905)
- Fantasía sobre temas de la ópera 'La Favorita'
- Fantasía sobre motivos de la zarzuela 'Las dos princesas'
- Azul y blanco (premiada en 1905)
- Libertad, versión orquestal

### Obras corales
- Salud, oh Patria
- Clarines y tambores
- Salve Cruz Roja
- Himno al árbol (premiado en 1926)

### Música de salón
- Dryads, vals
- En el álbum de Minerva, vals
- Besos de amor (1916), vals
- Despedida, mazurka
- La Bravura, concertante para pistón y piano